# Bracia Pakulscy

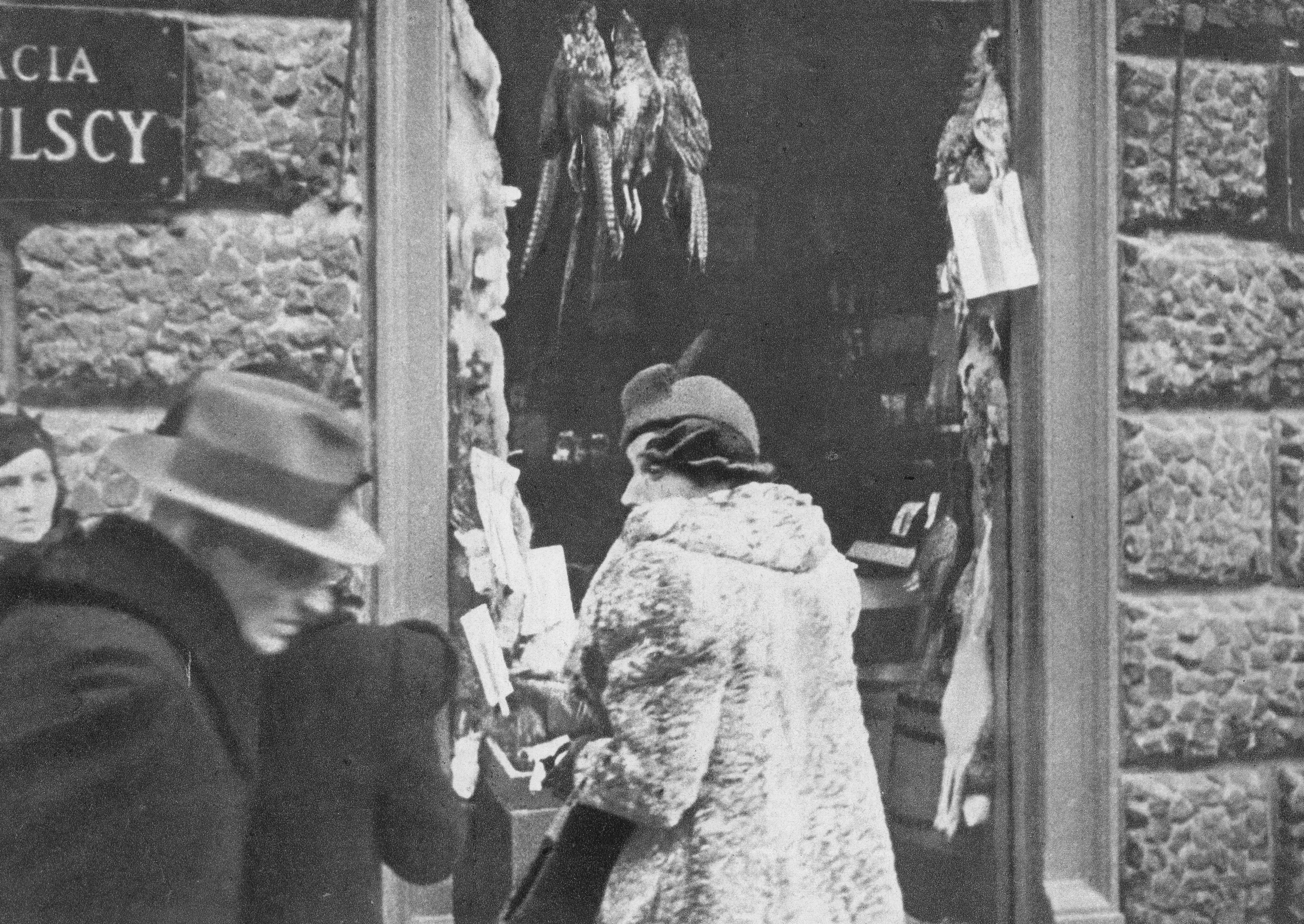
Wejście do jednego ze sklepów Braci Pakulskich, widoczne sprzedawane ptactwo

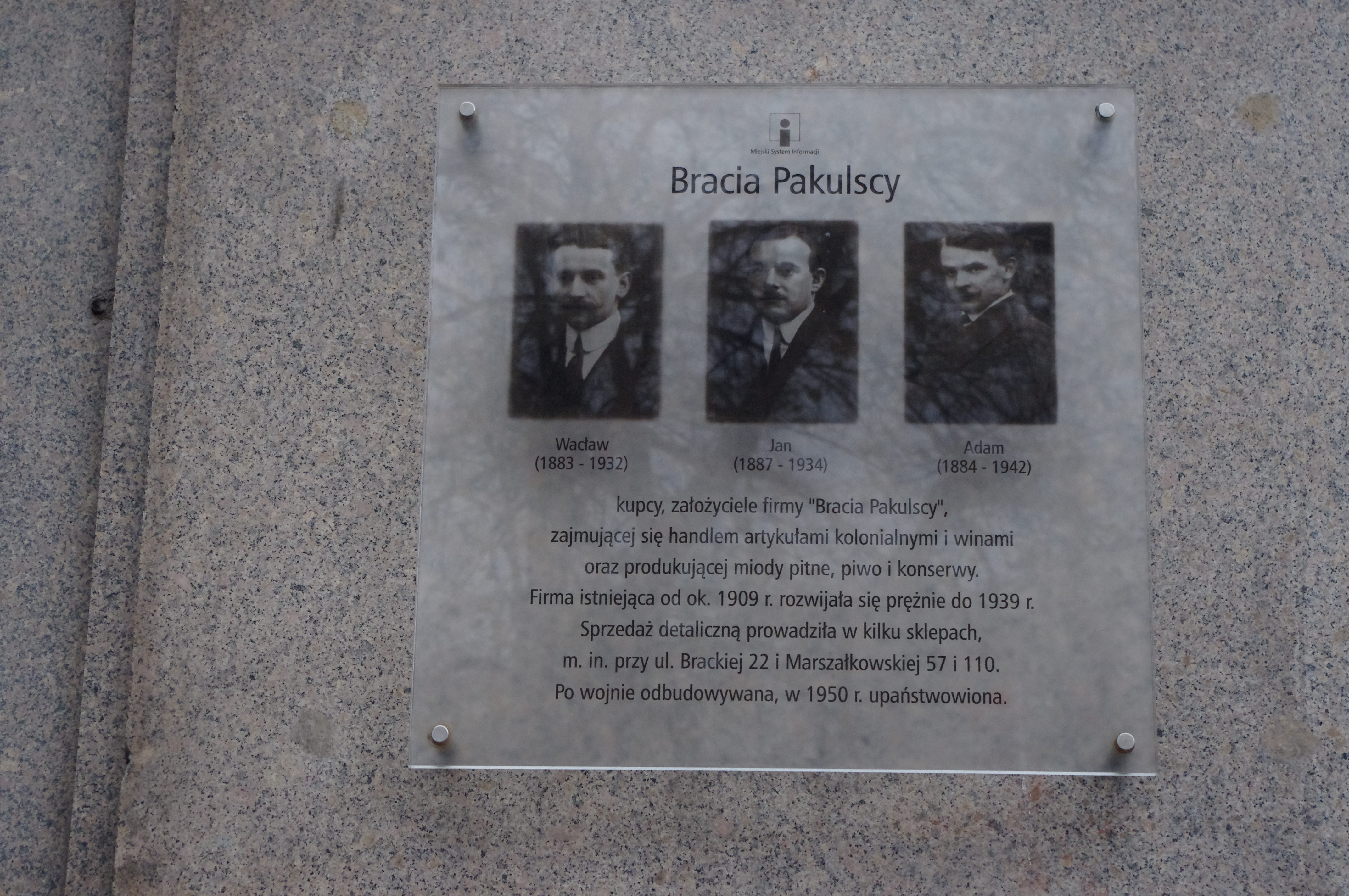
Zaułek Braci Pakulskich na Placu Konstytucji w Warszawie

Bracia Pakulscy, właśc. Skład Win i Towarów Kolonialnych „Bracia Pakulscy” – przedsiębiorstwo handlowe działające w Warszawie i Otwocku w latach 1857–1950. Jego specjalnością był handel importowanymi artykułami spożywczymi i alkoholem. 

## Historia
Założycielem był Antoni Pawłowski, który ok. 1850 powrócił do Warszawy z zesłania w Irkucku i podjął pracę subiekta w jednym ze składów handlowych mieszczących się przy ulicy Senatorskiej. Jego sytuacja finansowa była na tyle stabilna, że już w 1856 w kamienicy u zbiegu Brackiej i Chmielnej (ul. Bracka 22) otworzył własny sklep sprzedający wina i artykuły kolonialne. 
W 1899 majątek po Antonim Pawłowskim przejął jego bratanek Feliks Pawłowski, zasłynął on wdrażaniem w swoim sklepie nowości, doprowadził do niego gaz i telefon. Był on jednym z racjonalizatorów pracy kupieckiej, był zwolennikiem unormowania godzin pracy sprzedawców i podniesieniu poziomu ich życia. Feliks Pawłowski był zainteresowany organizowaniem przetwórstwa spożywczego toteż w 1909 rozkwitające przedsiębiorstwo przejęli trzej bracia, którzy pracowali u Pawłowskiego od ok. 1900 jako subiekci. Byli to Wacław (ur. 1883), Jan (ur. 1887) i Adam (ur. 1884) Pakulscy zamieszkujący wówczas w kamienicy przy Chmielnej 26. Ostateczny akt sprzedaży podpisano 4 października 1917. W krótkim czasie uruchomiono dwa sklepy filialne przy Marszałkowskiej (przy Śniadeckich i przy Złotej). 
Firma szybko się rozwijała, Pakulscy zainwestowali w udziały w przedsiębiorstwie hurtowym „Edward Langner”, w wytwórni miodów Mieszkowskiego i w cieszyńskich Zamkowych Zakładach Przemysłowych, które warzyły piwo. Na początku lat 30. XX wieku bracia podzielili się majątkiem, Wacław i Jan przejęli część hurtową i produkcyjną, natomiast Adam i Maria Pakulscy zatrzymali sklepy. Wkrótce sieć sklepów powiększyła się o placówki przy ul. Kruczej, Francuskiej i w Otwocku oraz centralny skład win do sprzedaży w hurcie, który mieścił się przy ulicy Krochmalnej. Pod marką „Piotr Kuryluk i Spółka” działał należący do Pakulskich sklep w Hali Mirowskiej, który specjalizował się w hurtowej i półhurtowej sprzedaży artykułów importowanych. W 1934 firma Bracia Pakulscy uzyskała monopol na importowanie z Rosji Radzieckiej kawioru i wina, równocześnie sprowadzając z Japonii kawior czerwony. Był to jednak dla rodziny rok tragiczny; w krótkim czasie zmarli po sobie Wacław i Jan Pakulscy. Interes rodzinny przeszedł w ręce Adama, który w 1937 zainwestował w fabrykę konserw mięsnych i warzywnych „Wanda”. 
Sklepy Pakulskich oferowały artykuły o podwyższonej jakości, specjalnością firmy były oryginalne opakowania i dbałość o estetykę zapakowania zakupów. 
Po wybuchu wojny firma Pakulskiego pomagała obrońcom stolicy poprzez wydawanie prowiantu walczącym (podobnie było podczas powstania warszawskiego). Sklep przy ul. Brackiej był czynny podczas okupacji niemieckiej. Fabrykę konserw Niemcy przebranżowili na zakład produkujący marmoladę. W 1942 zmarł Adam Pakulski, a interesy rodzinne przejął jego syn Jerzy. Podczas powstania cały majątek rodziny Pakulskich uległ zniszczeniu, a to co ocalało zostało zarekwirowane przez okupanta. Po 1945 reaktywowała działalność, otworzono sklepy przy Brackiej i Francuskiej w Warszawie oraz stworzono od podstaw filię w Katowicach. Uruchomiono również fabrykę konserw na Kamionku przy Owsianej 14. Jednak w 1950, na podstawie zarządzenia Ministra Handlu Wewnętrznego z dnia 12 sierpnia 1949 firmę znacjonalizowano (ustanowiono przymusowy zarząd państwowy).

## Sieć sklepów w 1939 roku
- Sklep wzorcowy i siedziba zarządu – Bracka 22
- Sklepy filialne: Marszałkowska 110, Marszałkowska 57 róg Śniadeckich, Krucza 22, Francuska 14, Raszyńska 15, Otwock.
- Centralne piwnice win przy Krochmalnej 22.
- Fabryka konserw „Wanda” przy Kazimierzowskiej 64[7].

## Upamiętnienie
W 2004 r. południowo-zachodnią część placu Konstytucji w Warszawie nazwano Zaułkiem Braci Pakulskich, uczczono w ten sposób pamięć po zasłużonej dla miasta rodzinie kupców. Miejsce wybrano nieprzypadkowo, do 1950 r. na dawnym narożniku Marszałkowskiej i Śniadeckich stała kamienica nr 57, gdzie mieścił się jeden ze sklepów Braci Pakulskich (obecnie jest to środek placu).